# Distretto della Bassa Valle del Dibang
Il distretto della Bassa Valle del Dibang è un distretto dell'Arunachal Pradesh, in India. Il suo capoluogo è Roing.
Il nome deriva da quello del fiume Dibang, un affluente del Brahmaputra. Confina a nord con il distretto della valle del Dibang ad est con il distretto di Lohit e con il Tibet, ad ovest con i distretti dell'Alto Siang e del Siang Orientale e a sud con il distretto di Tinsukia dello stato dell'Assam.